# Митино (район Москвы)
Ми́тино — район Москвы, расположенный по внешней стороне МКАД. Входит в состав Северо-Западного административного округа. На территории района действует одноимённое внутригородское муниципальное образование. Территория района вошла в состав Москвы в 1985 году. Район массовой застройки. До 1991 года большая часть современной территории входила в состав Тушинского района Москвы.

## История

### До вхождения в черту города
Большая часть современной территории Митино вошла в состав города Москвы в 1984 году. Согласно указу Президиума Верховного совета РСФСР от 19 марта 1984 года из ведения Красногорского района Московской области в административное подчинение столицы были переданы земли общей площадью 1,2 тыс. га, на которых находились шесть населённых пунктов: посёлки Митинского завода и Новотушино, сёла Спас и Рождествено, деревни Митино и Пенягино. В 1992 году в современные границы Митино был включён прилегающий к району посёлок Новобратцевский, выведенный из состава Красногорского района согласно указу Президиума Верховного совета РСФСР № 431-I от 18 декабря 1990 года.

### История как района Москвы
Массовая жилая застройка района началась в 1992 году. Митино застраивалось однотипными 17-этажными домами-«ширмами», а также несколькими 4-, 5-, 6-, 9-, 14- и 21-этажными жилыми домами. Постепенно Митино стало одним из самых престижных районов Москвы благодаря хорошей экологической обстановке и развитой инфраструктуре. Большое значение для развития района имеет открытие для пассажиров 26 декабря 2009 года станции метро «Митино» (Арбатско-Покровская линия).
На юге района расположены микрорайоны 8А и 8Б, граничащие с ландшафтным парком «Митино». В районе находилась военная база ЗРК С-125 системы ПВО г. Москвы. По состоянию на 2018 год объект закопан, его место адаптировано под строительство храма св. Константина и Елены. Микрорайоны застроены индивидуальными монолитными домами повышенной комфортности и улучшенной планировки. Типы домов: секционные (5-10 эт.), 9-этажные башни, 4-6 этажные дома с мансардами. В подвалах и первых этажах расположены гаражи. Предусмотрены индивидуальные здания школ и детских садов с более просторными помещениями. Застройку микрорайонов разрабатывала архитектурно-проектная мастерская № 16 ОАО «Моспроект» под руководством заслуженного архитектора РФ, действительного члена Международной академии архитектуры и Российской академии естественных наук, почётного строителя Москвы, профессора Половникова А. М.. Проект детальной планировки был разработан Научно-исследовательским и проектно-изыскательским институтом экологии города (НИиПИ ЭГ), учрежденным ГлавАПУ Москомархитектуры и ОАО «Моспроект».
В основном же массиве района — относительно высокие дома с этажностью от 14 и выше. Сам район представляет собой вытянутый полукруг, «спиной» обращенный к юго-западу. Такой формы застройки в остальных районах Москвы не наблюдается.

## Герб
Распоряжением префекта Северо-Западного округа, члена Правительства Москвы В. А. Козлова от 19 марта 1997 г. была утверждена гербовая эмблема района Митино. Гербовая эмблема района Митино отражает исторические и природные особенности местности. Эмблема состоит из двух частей: верхней и нижней. В верхней части красного цвета расположено изображение старинной золотой ладьи под парусом на колесах. Речки, протекавшие по территории нынешнего района Митино, были надежными путями для торговых караванов. Через эти земли шёл путь с Запада на Восток. Торговый люд селился на этих возвышенностях с древности, задолго до того, как появилась Москва. В устье Барышихи торговые караваны совершали восхождение в долину Клязьмы. Известно, что русские торговцы ставили «ладьи под парусом» на колеса и «волокли» их по водоразделу от одной реки до другой. Таким образом, в XIII—XIV веках здесь проходил сухопутный путь — волок между рекой Клязьмой и Москвой-рекой. Также историческим источником для изображения ладьи на гербе служит летописный рассказ о походе князя Олега на Константинополь, в котором говорится, что византийцы были поражены видом кораблей Руси, поставленных на колеса и с раскрытыми парусами двигавшихся по суше к стенам города. В нижней же части на зелёном фоне расположено изображение дубового листа, имеющего золотой цвет, что отражает наличие старинной природной дубравы, располагавшейся у речки Барышихи, и соответствует топонимическим особенностям района: Дубравная улица, речка и улица Барышиха.

## Население
| 2002     | 2010     | 2012     | 2013     | 2014     | 2015     | 2016     |
| -------- | -------- | -------- | -------- | -------- | -------- | -------- |
| 138 371  | ↗178 518 | ↗179 548 | ↗180 354 | ↗183 064 | ↗184 730 | ↗188 342 |
| 2017     | 2018     | 2019     | 2020     | 2021     | 2023     | 2024     |
| ↗188 671 | ↗192 876 | ↗194 965 | ↗195 476 | ↗198 872 | ↘197 840 | ↗198 194 |

### Национальный состав
По итогам переписи населения 2020 года проживали следующие национальности (национальности менее 0,1 % и другое, см. в сноске к строке «Другие»):
| Национальность | Численность, чел. | Доля     |
| -------------- | ----------------- | -------- |
| Русские        | 119 324           | 60,00 %  |
| Татары         | 1405              | 0,71 %   |
| Армяне         | 832               | 0,42 %   |
| Украинцы       | 606               | 0,30 %   |
| Азербайджанцы  | 364               | 0,18 %   |
| Белорусы       | 231               | 0,12 %   |
| Грузины        | 227               | 0,11 %   |
| Другие         | 75 883            | 38,16 %  |
| Итого          | 198 872           | 100,00 % |

## Инфраструктура
В районе действуют бассейн «Жемчужина», несколько фитнес-клубов, Центр доктора Бубновского, физкультурно-оздоровительный комплекс с бассейном «Аквамарин», Дворец творчества детей и молодёжи «Неоткрытые острова», Культурный центр «Митино», школа танцев «Эль Тэмпо», курсы раннего развития детей «Бэби-клуб», большое количество школ, гимназий, лицеев и детских садов. В районе расположен семейный клуб «СемьЯ»: салон красоты, программы раннего развития для детей, фитнес, психологическое консультирование, веган-кафе. Работают торговые комплексы «Митино», «Ладья», «КУБ», «Ковчег», «Мандарин» (ранее «Нептун»), «Тук-Тук», гостиница «Митино». В 8-м микрорайоне находится Московский мюзикл-театр «Монотон» и Московский Театральный Колледж имени Л. Филатова. Действует семейный центр творческого досуга «Чудеево». Рядом с метро «Волоколамская» работает один из крупнейших рынков, специализирующихся на продаже радио- и электротоваров «Митинский радиорынок».

## Парки, скверы, общественные пространства
На территории района Митино находятся природные территории, ландшафтный парк «Митино», бульвары, скверы, зоны отдыха у воды.
Митинский лесопарк — природный комплекс, расположенный в северной части района. На территории обитают жулан, горностай, варакушка, заяц-русак, жёлтая трясогузка. Из растений можно встретить землянику мускусную, медуницу неясную, ландыш майский, валериану лекарственную.
Зона отдыха у Рождественского пруда — парковая территория, ограниченная Митинским лесопарком с юга и жилыми домами села Рождествено с севера. Место для прогулок и отдыха благоустроено в 2019 году по инициативе местных жителей в рамках программы «Мой район». Вокруг пруда проложены дорожки и набережная, есть детская и спортивная площадки. Около водоема бьют два родника.
Ландшафтный парк «Митино» — парк на юго-востоке района. Назван так из-за значительных перепадов высот на территории. По парку протекает река Барышиха, а в центральной части образованы Большой и Малый Пенягинские пруды. Парк был основан в 2003 году. Ранее, в 90-х, эта местность была исследована археологами, в результате чего было найдено множество исторических предметов. На территории обнаружено 11 памятников археологии. В период с 2017 по 2018 год в парке проводилась масштабная реконструкция. После благоустройства здесь появились спортивные и детские площадки, смотровая зона, велодорожка, площадки для мероприятий. На берегу пруда построен деревянный настил с шезлонгами и лодочная станция. В парке регулярно проходят образовательные, культурные, спортивные и общественные мероприятия.
Парк Метростроителей — озеленённая зона между железной дорогой и улицей Генерала Белобородова. Парк был заложен в 2012 году: на его территории планировалось высадить 1010 молодых дубов. Со временем зона отдыха пришла в запустение. По предварительным планам управы района Митино, зелёную территорию благоустроят в связи с открытием новой станции МЦД «Пенягино». Запланировано обустроить дорожки, лавочки, урны, а также скейтпарк и веломаршрут.
Парк у фестивальной площадки — зона отдыха на Митинской улице, открывшаяся в 2019 году в рамках фестиваля «Цветочный джем». Автором пространства стал британский ландшафтный дизайнер Энди Стеджен, который при работе над проектом вдохновлялся архитектурой сталинского ампира и планировкой Москвы. В парке есть детская площадка, амфитеатр. Высажены типичные для московских скверов растения.
Кроме того, в районе открыты небольшие общественные пространства. На пересечении улицы Дубравной и Пятницкого шоссе в 2019 году благоустроен сквер для отдыха, главной особенностью которого стали электрические часы в ретро-стиле. На участке Митинской улицы, между улицами Дубравная и Барышиха, в том же году построен бульвар «Память сильнее времени». На территории прогулочной зоны установлена мемориальная инсталляция, посвящённая митинцам, с честью выполнившим воинский и служебный долг.

## Транспорт
Транспортная инфраструктура района представлена общественным транспортом и сетью автомобильных дорог.

### Общественный транспорт
В настоящее время общественный транспорт представлен автобусами, электробусами, метро и МЦД. Существовавшие ранее планы строительства линий троллейбуса с троллейбусным парком в 8-м микрорайоне в 2016 год фактически отменены. В августе 2019 года принято решение о перепрофилировании парка в электробусный. 6 июня 2023 года в строй был введён Митинский электробусный парк.

#### Метро
На территории района 26 декабря 2009 года открылись две новые станции Московского метрополитена: «Волоколамская» и «Митино». 28 декабря 2012 года открылась станция «Пятницкое шоссе». 24 декабря 2016 года было закончено строительство электродепо «Митино».

#### Железная дорога и МЦД
До ноября 2019 года жителями района, при условной пересадке на станцию метро «Волоколамская», как беспробочный и межрайонный транспорт, использовалась платформа Трикотажная, расположенная недалеко от границы района (де-факто — станции были удалены). В ноябре 2019 года открыты станции «Пенягино» и «Волоколамская» МЦД-2.

#### Автобусыиэлектробусы
Район обслуживается автобусами и электробусами филиала «Северо-Западный» ГУП «Мосгортранс» и ООО «Стартранс» (обслуживает маршрут № с396) города Москвы, а также МАП № 7 (г. Истра), МАП № 8 (г. Химки, г. Солнечногорск) и МАП № 9 (г. Долгопрудный) АО «Мострансавто».

###### Городские
| е30:  | 4-й микрорайон Митина • Пятницкое шоссе • Трикотажная • Тушинская • Сокол • Аэропорт • Динамо • Белорусский вокзал • Маяковская • Пушкинская площадь • Охотный Ряд • Лубянка • Китай-город |
| е30к: | 4-й микрорайон Митина • Пятницкое шоссе • Трикотажная • Тушинская • Сокол • Аэропорт • Динамо • Белорусский вокзал                                                                         |
| 267:  | Планерная • Сходненская • Митино • 8-й микрорайон Митина |
| 313:  | Планерная • Сходненская • Волоколамская |
| с377: | Братцево • Трикотажная |
| с396: | Планерная • Трикотажная • Волоколамская • Митино • 4-й микрорайон Митина |
| 400к: | 14-й микрорайон • Пятницкое шоссе • Митино • Сходненская |
| 400т: | 17-й микрорайон • Зеленоград-Крюково • Пятницкое шоссе • Трикотажная • Тушинская |
| 451:  | 8-й микрорайон Митина • Митино • Пятницкое шоссе • Беломорская (→) • Речной вокзал |
| 614:  | Тушинская • Трикотажная • Митино • Пятницкое шоссе • Мир Митино |
| 741:  | Тушинская • Трикотажная • Волоколамская (→) • Митино • Пятницкое шоссе • Митинское кладбище                                                                                                |

«→» — остановки проходятся только при движении в прямом направлении; «←» — остановки проходятся только при движении в обратном направлении.

###### Областные
26:  Химки •  Волоколамская • ( Трикотажная (→) • Красногорск, Стадион «Зоркий», 5 рейсов) (обслуживается МАП № 8 г. Химки АО «Мострансавто»)

32:  Павшино •  Пенягино •  Митино •  Пятницкое шоссе • Сабурово, ЖК «Пятницкие кварталы» (обслуживается МАП № 7 г. Истра АО «Мострансавто»)

575:  Тушинская •  Трикотажная •  Митино •  Пятницкое шоссе • Брёхово, Митино Дальнее (обслуживается МАП № 7 г. Истра АО «Мострансавто»)

852:  Павшино •  Пенягино •  Митино • Путилково, Бизнес-парк «Гринвуд» (обслуживается МАП № 9 г. Долгопрудный АО «Мострансавто»)

1016:  Пятницкое шоссе • Голубое, Больница № 6 (обслуживается МАП № 8 г. Солнечногорск АО «Мострансавто»)

1095: Улица Рословка •  Митино •  Волоколамская •  Трикотажная (→) • Красногорск, Ильинский бульвар (обслуживается МАП № 8 г. Химки АО «Мострансавто»)

1288:  Сходненская • Путилково, Торговый центр

##### Электробусы
| с3:   | Братцево • Митино • Пятницкое шоссе • Митино • Улица Рословка |
| 210:  | 4-й микрорайон Митина • Трикотажная • Тушинская |
| 328:  | Улица Зенитчиков • Митино • Пятницкое шоссе • Мир Митино |
| с331: | 8-й микрорайон Митина • Митино • Волоколамская • Строгино • 3-й микрорайон Строгина |
| 356:  | 8-й микрорайон Митина • Митино • Трикотажная • Тушинская • Сокол • Аэропорт • Динамо • Белорусская (←) • Больница имени Боткина                                                         |
| 359:  | 4-й микрорайон Митина • Пятницкое шоссе • Митино • Планерная • Городок ЮРМА |
| 368:  | Улица Зенитчиков • Митино • Волоколамская • Трикотажная • Сходненская • Планерная |
| 930:  | 4-й микрорайон Митина • Пятницкое шоссе • Митино • Пенягино • Павшино |
| н12:  | 8-й микрорайон Митина • Митино • Пятницкое шоссе • Сходненская • Сокол • Аэропорт • Динамо • Белорусский вокзал • Маяковская • Пушкинская площадь • Охотный Ряд • Лубянка • Китай-город |

«→» — остановки проходятся только при движении в прямом направлении; «←» — остановки проходятся только при движении в обратном направлении.

#### Маршрутное такси
326к:  Волоколамская • Путилково, Бизнес-парк «Гринвуд»

492к:  Митино •  Пенягино • Нахабино, Микрорайон Красногорский

570к:  Сходненская •  Митино •  Пятницкое шоссе • Отрадное

876к:  Волоколамская •  Митино •  Пятницкое шоссе • Отрадное

878к:  Сходненская •  Митино •  Пенягино • Красногорск, Микрорайон Чернево

1082:  Сходненская • Путилково, Бизнес-парк «Гринвуд»

1124:  Митино • Путилково, Мортонград

1208к:  Планерная • Путилково, Мортонград

1212к:  Волоколамская •  Митино •  Пятницкое шоссе • Сабурово, ЖК Митино О2

1300к:  Пятницкое шоссе •  Зеленоград-Крюково • Алабушево

### Автомобильные дороги
Основные транспортные магистрали района: Пятницкое шоссе, Митинская улица, улица Дубравная, улица Барышиха, улица Генерала Белобородова. По границе района также проходит Волоколамское шоссе.
С востока Митино граничит с МКАД, в район ведут съезды 69, 67А и 67B. В конце 2020 года завершилась реконструкция развязки на пересечении МКАД и Волоколамского шоссе.